# Ась
Ась, Ась-Ёль — река в России, протекает по Прилузскому району Республики Коми. Устье реки находится в 6 км по левому берегу реки Ловля. Длина реки составляет 23 км.
Исток реки в лесном массиве на Северных Увалах в 7 км к юго-западу от деревни Ловля. От истока течёт на северо-запад, затем поворачивает на север. Всё течение проходит по ненаселённому холмистому лесному массиву. Впадает в Ловлю в 11 км к юго-востоку от посёлка Велдорья. Ширина реки не превышает 10 м.

## Данные водного реестра
По данным государственного водного реестра России и геоинформационной системы водохозяйственного районирования территории РФ, подготовленной Федеральным агентством водных ресурсов:
- Бассейновый округ — Двинско-Печорский
- Речной бассейн — Северная Двина
- Речной подбассейн — Малая Северная Двина
- Водохозяйственный участок — Юг
- Код водного объекта — 03020100212103000012037